# Klosterneuburger Straße
Die Klosterneuburger Straße B 14 ist eine Hauptstraße B in Wien, Landesstraße B in Niederösterreich und ehemalige Bundesstraße. Sie verläuft auf einer Länge von 48,6 km von Tulln an der Donau über Klosterneuburg nach Wien-Simmering.
Eine Verlängerung der B 14 bis nach Rannersdorf ist in Planung. Die 2 km lange „Spange Rannersdorf“, das Teilstück nördlich und südlich der Anschlussstelle an der Wiener Außenring Schnellstraße S 1, wurde bereits fertiggestellt.

## Wien
Im Stadtgebiet von Wien ist die Bezeichnung Klosterneuburger Straße für diesen Straßenzug nicht gebräuchlich, da eine Straße im 20. Wiener Gemeindebezirk, Brigittenau, so heißt. Es werden die Namen der lokalen Straßenzüge verwendet. Die B 14 umfasst in Wien von Süden nach Norden die Verkehrsflächen Etrichstraße, Zinnergasse, Artillerieplatz, Margetinstraße, Jedletzbergerstraße, 11. Haidequerstraße (alle im 11. Bezirk), Seitenhafenbrücke (2. / 11. Bezirk), Seitenhafenstraße, Hafenzufahrtsstraße (beide im 2. Bezirk), Handelskai (2. / 20. Bezirk) und Heiligenstädter Straße (19. Bezirk). Von der Hafenzufahrtsstraße an folgt die B 14 dem Verlauf der Donau stromaufwärts.
Der Abschnitt der B 14 zwischen Friedrich-Engels-Platz  (Auffahrtsrampe zur Floridsdorfer Brücke, 20. Bezirk) und Nussdorf (19. Bezirk) steht im Rang einer Autostraße. Er führt in Fahrtrichtung Norden unter der Nordbrücke hindurch und überquert den Donaukanal beim weitläufigen, an die Brücke anschließenden Knoten Nussdorf, wo auch ein Anschluss an die Nussdorfer Lände B 227 stadteinwärts entlang des Donaukanals im 19. Bezirk besteht. In Fahrtrichtung Süden wird der südliche Teil des Knotens Nussdorf befahren. Aus beiden Fahrtrichtungen besteht bei diesem virtuellen Kreisverkehr eine Verbindung zur Nordbrücke und über diese zur linksufrigen Donauuferautobahn A 22 im 21. Bezirk.

## Zweigstrecken
Die Brigittenauer Brücke war ursprünglich Teil der Donauufer Autobahn A 22. 1997 wurde sie im Zuge der Einführung der Autobahnvignette in Österreich zur Autostraße abgestuft um die Brücke ohne Vignette benützten zu können. Seither trägt sie die Straßenbezeichnung B 14a.
Die Zweigstrecke B 14b zweigt beim Artillerieplatz in Kaiserebersdorf von der B 14 ab und führt über die Zinnergasse und die Alberner Hafenzufahrtsstraße bis zum Hafen Albern.

## Geschichte
1834 besaß die Klosterneuburger Straße eine Mautstation in Nußdorf, die der Staatskasse rund 1500 Gulden einbrachte. Wegen ihrer geringen überregionalen Bedeutung wurde diese Straße 1869 dem Land Niederösterreich übergeben und als Landesstraße geführt. Das niederösterreichische Landesstraßengesetz vom 19. April 1894 verwendete den Begriff Landesstraße nicht mehr, die bisherigen Landesstraßen wurden in Bezirksstraßen I. Klasse umgewandelt.
Nach dem Anschluss Österreichs wurde diese Straße im Zuge der Vereinheitlichung des Straßensystems am 1. April 1940 in eine Landstraße I. Ordnung umgewandelt und als L.I.O. 38 bezeichnet. Mit dem Inkrafttreten des niederösterreichischen Straßengesetzes vom 12. Juli 1956 wurden die ehemaligen Bezirksstraßen in Landesstraßen umgewandelt und die heutige Mannersdorfer Straße als L 116 bezeichnet.
Die Klosterneuburg-Tullner Straße gehörte ab dem 1. April 1959 zum Netz der Bundesstraßen in Österreich. Ab dem 1. Juli 1964 galt auch der auf Wiener Stadtgebiet liegende Streckenabschnitt zwischen Heiligenstadt und Klosterneuburg als Bundesstraße.
In den 1990er Jahren war die Teilstrecke zwischen der Nordbrücke und der Simmeringer Hauptstraße Teil der Budapester Straße B 10.
2002 wurde die B 14 durch das Bundesstraßen-Übertragungsgesetz in die Landesverwaltung übertragen.
2008 wurde das erste Teilstück der Umfahrung Klosterneuburg eröffnet, die bereits als B 14 ausgeschildert ist. Bis zur Eröffnung des letzten Teilstückes, dem „Martinstunnel“, wird die Hauptstrecke der B 14 weiter durch das Stadtgebiet von Klosterneuburg führen.